# Cycloten
Cycloten ist eine organisch-chemische Verbindung mit einem intensiv karamellartigen Geruch. Chemisch betrachtet handelt es sich um ein Enol und ein Keton und nicht um ein Lacton, wie der fachlich unkorrekte Name Ahornlacton (engl. maple lactone) nahelegt. Cycloten ist ein Aromastoff, der in verschiedenen zubereiteten Lebensmitteln vorkommt und zur Aromatisierung in vielen Bereichen eingesetzt wird.

## Geschichte
Die Verbindung wurde zum ersten Mal 1912 vom Chemiker Julius Meyerfeld aus dem Holzessig des Birkenholzes isoliert. Er selbst beschrieb den Geruch als eigentümlich angenehm und den Geschmack als süß, etwas brennend, an Lakritz und frische Walnüsse erinnernd.

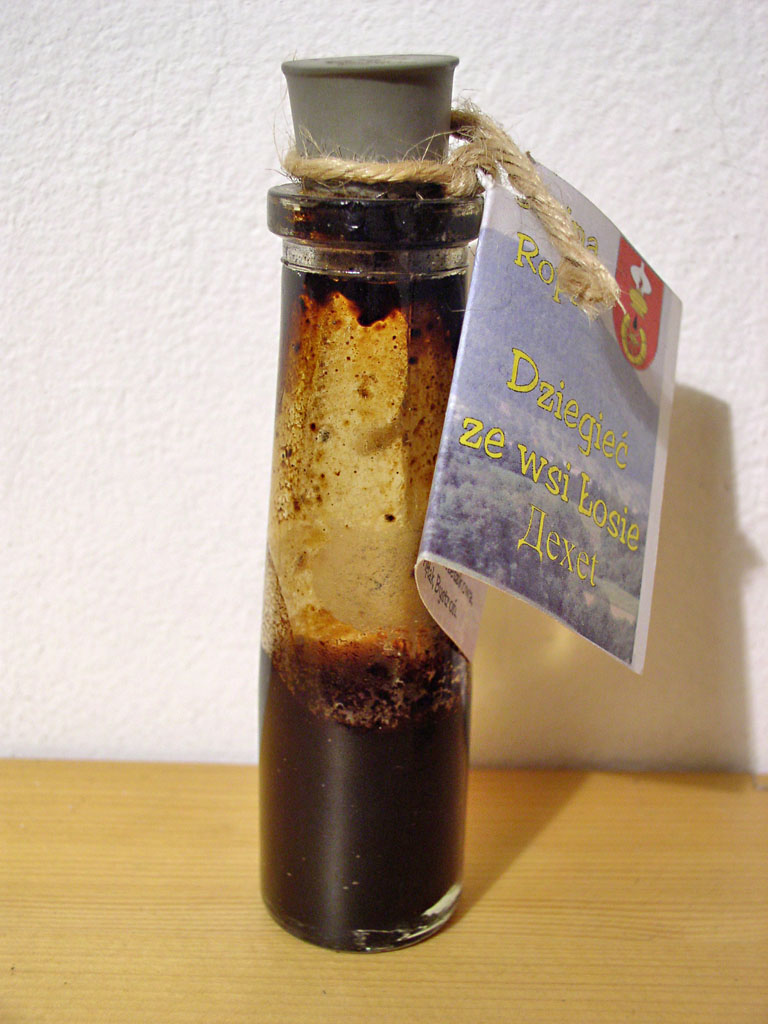
Holzteer – Cycloten wird aus Birkenholzteer hergestellt

## Entstehung und Vorkommen
Cycloten entsteht unter anderem bei der Maillard-Reaktion von Glucose. Daher kommt es auch vor allem in thermisch verarbeiteten Lebensmitteln vor und sorgt für eine Karamellnote in deren Aroma. Beispiele für solche Lebensmittel sind Kaffee, Brot und geröstete Nüsse. Es kommt aber auch in vielen Ahornprodukten wie Ahornzucker und Ahornsirup vor.
Außerdem kommt es in Birkenholzteer vor.

## Gewinnung und Darstellung

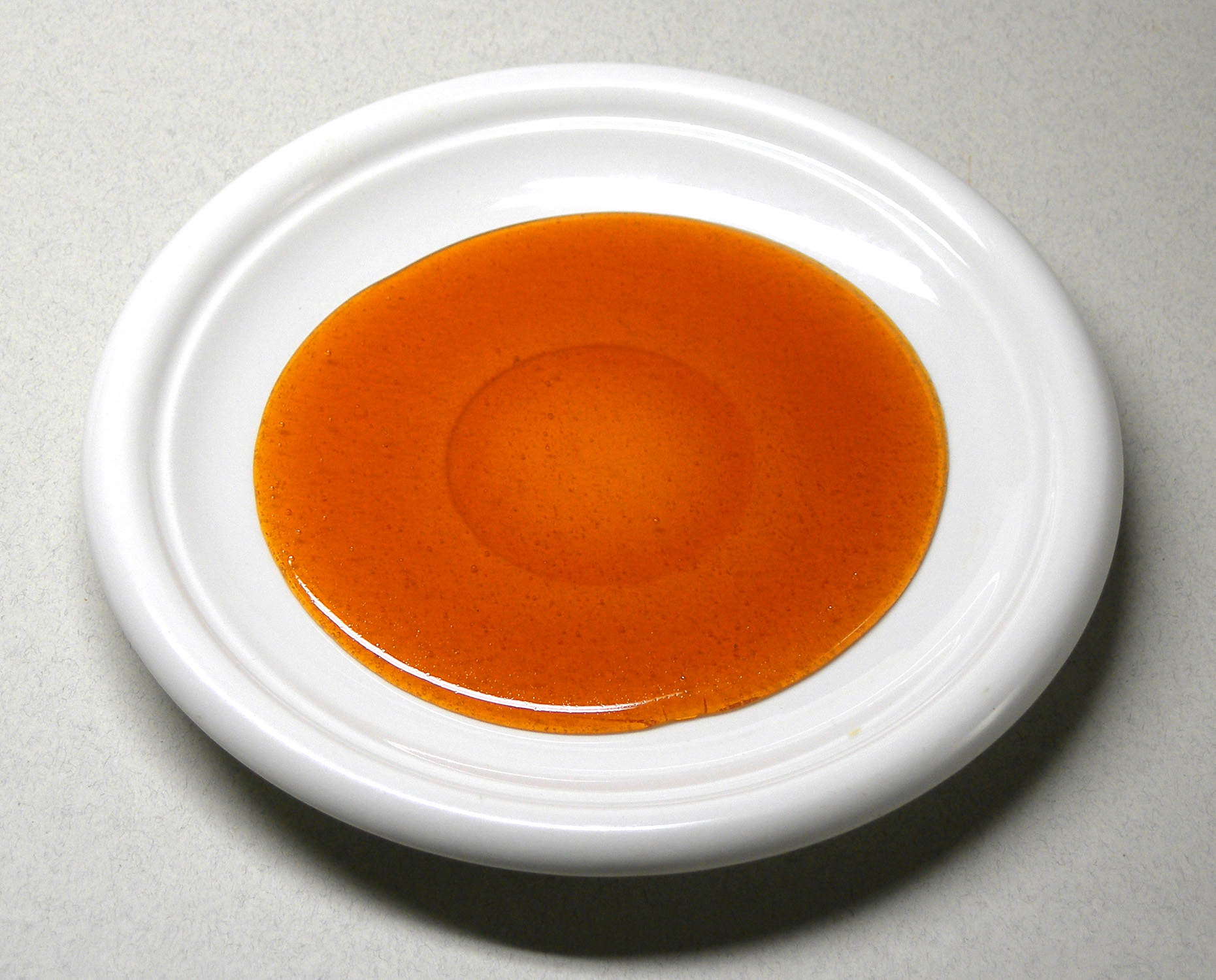
Cylcoten riecht und schmeckt karamellig

Cycloten wird hauptsächlich aus Birkenholzteer durch Extraktion gewonnen. Daneben sind zahlreiche verschiedene Synthesemöglichkeiten bekannt, allerdings spielt die synthetische Herstellung eine untergeordnete Rolle.

## Eigenschaften

### Aromaeigenschaften
Das Aroma von Cycloten wird als karamellartig, würzig und süß beschrieben. Teilweise wird auch eine Lakitznote wahrgenommen. Neben seinem Eigenaroma verstärkt es zusätzlich die Süße von Zucker.

### Chemische Eigenschaften
Cycloten liegt im Normalfall in der Enol-Form 1 mit einer Keto- und einer Enolgruppe vor. Es unterliegt allerdings der Keto-Enol-Tautomerie, sodass je nach Umgebungsbedingungen – besonders in sauren Lösungen – auch die Keto-Form 2 vorkommt, bei der es sich um ein Diketon handelt.
Theoretisch ist noch eine weitere Enol-Form denkbar, wenn die andere Ketogrupe von 2 enolisiert, diese wird aber nicht gebildet.
Häufig liegt Cycloten als Hydrat mit einem Mol Kristallwasser vor.

## Verwendung
Cycloten wird als Aromastoff verschiedenen Lebensmitteln wie Süßigkeiten und Getränken zugesetzt.